# St. Anger
St. Anger är Metallicas åttonde studioalbum, utgivet den 5 juni 2003. På albumet fick deras producent Bob Rock spela bas. Strax efter gick deras fjärde basist Robert Trujillo med i bandet.
Albumet symboliserar Metallicas svåra tid efter Jason Newsteds avhopp då de övriga tre medlemmarna tvingades ta itu med sina inbördes konflikter. Alla låtarna har någon form av betydelse; titelspåret "St. Anger" handlar om den ilska som framför allt sångaren James Hetfield tampats med i kombination med sina alkoholproblem. "My World" handlar om egoismen som rådde i bandet. "Shoot Me Again" handlar om konflikten med Napster, då många fans svek. Albumet har kritiserats av fans för det medvetna "dåliga", eller underproducerade, ljudet och för att låtarna inte innehåller gitarrsolon. En stor mängd kritik lyftes även mot Lars Ulrichs trummande, specifikt hans unika virveltrumma, vars ljud har väckt många negativa jämförelser. Trots att det är deras kommersiellt minst framgångsrika album blev det mött med bra kritik lite här och var.

## Låtlista
Alla låtar är skrivna av Kirk Hammett, James Hetfield, Bob Rock och Lars Ulrich.
1. "Frantic" – 5:50
2. "St. Anger" – 7:21
3. "Some Kind of Monster" – 8:25
4. "Dirty Window" – 5:24
5. "Invisible Kid" – 8:30
6. "My World" – 5:45
7. "Shoot Me Again" – 7:10
8. "Sweet Amber" – 5:27
9. "The Unnamed Feeling" – 7:09
10. "Purify" – 5:14
11. "All Within My Hands" – 8:48

## Medverkande
- James Hetfield - sång, kompgitarr
- Kirk Hammett - sologitarr
- Bob Rock - bas (Studio)
- Lars Ulrich - trummor
- Robert Trujillo - bas (Live)